# Herrarnas spelartrupper i landhockey vid olympiska sommarspelen 1948
Herrarnas spelartrupper i landhockey vid olympiska sommarspelen 1948 bestod av tretton nationer.

## Österrike
Coach: 
| Nr | Pos. | Spelare           | DoB              | Ålder | Caps | Klubb | Turnerings- matcher | Turnerings- mål |
| -- | ---- | ----------------- | ---------------- | ----- | ---- | ----- | ------------------- | --------------- |
|    | B    | Adam Bischof      | 13 oktober 1915  | 32    | ?    |       | 3                   | ?               |
|    | FW   | Karl Brandl       | 2 maj 1912       | 36    | ?    |       | 3                   | ?               |
|    |      | Siegfried Egger   |                  |       | ?    |       | 0                   | 0               |
|    | B    | Karl Holzapfel    | 20 oktober 1923  | 24    | ?    |       | 3                   | ?               |
|    |      | Wolfgang Klee     |                  |       | ?    |       | 0                   | 0               |
|    | FW   | Johann Koller     | 3 april 1921     | 27    | ?    |       | 2                   | ?               |
|    | FW   | Franz Lovato      | 28 februari 1923 | 25    | ?    |       | 3                   | ?               |
|    | FW   | Walter Niederle   | 17 februari 1921 | 27    | ?    |       | 3                   | ?               |
|    | FW   | Oskar Nowak       | 25 mars 1913     | 35    | ?    |       | 3                   | ?               |
|    | FW   | Karl Ördögh       | 10 mars 1908     | 40    | ?    |       | 2                   | ?               |
|    |      | Josef Pecanka     |                  |       | ?    |       | 0                   | 0               |
|    | GK   | Franz Raule       | 20 november 1920 | 27    | ?    |       | 3                   | ?               |
|    | HB   | Friedrich Rückert | 7 juli 1920      | 28    | ?    |       | 3                   | ?               |
|    | HB   | Franz Strachota   | 14 oktober 1918  | 29    | ?    |       | 2                   | ?               |
|    | HB   | Ernst Schala      | 13 juli 1916     | 32    | ?    |       | 3                   | ?               |

## USA
Coach: Henry Goode och Kurt Orban
| Nr | Pos.     | Spelare           | DoB               | Ålder | Caps | Klubb                                 | Turnerings- matcher | Turnerings- mål |
| -- | -------- | ----------------- | ----------------- | ----- | ---- | ------------------------------------- | ------------------- | --------------- |
|    | HB       | Donald Buck       | 26 september 1916 | 31    | ?    | Mt. Washington Club                   | 2                   | 0               |
|    |          | David Cuffmann    |                   |       | ?    |                                       | 0                   | 0               |
|    | FW       | Claus Gerson      | 12 november 1917  | 30    | ?    | New York Tennis and Hockey Club       | 3                   | 0               |
|    | FW       | Henry Goode       | 7 juni 1918       | 30    | ?    |                                       | 1                   | 0               |
|    | FW       | Frederick Hewitt  | 16 september 1916 | 31    | ?    | Mt. Washington Club                   | 2                   | 1               |
|    | HB       | William Kurtz     | 18 december 1917  | 30    | ?    | Philadelphia Field Hockey Association | 2                   | 0               |
|    | HB       | Hendrick Lubbers  | 30 december 1926  | 21    | ?    |                                       | 3                   | 0               |
|    | FW       | Harry Marcoplos   | 28 januari 1926   | 22    | ?    | Baltimore Field Hockey Club           | 3                   | 0               |
|    | FW       | Kurt Orban        | 6 augusti 1916    | 31    | ?    | Downtown Athletic Club                | 3                   | 0               |
|    | B        | John Renwick      | 13 maj 1921       | 27    | ?    | Rye Field Hockey Club                 | 3                   | 0               |
|    |          | Phillip Schoettle |                   |       | ?    |                                       | 0                   | 0               |
|    | HB       | Sanders Sims      | 1 juni 1921       | 26    | ?    | Philadelphia Hockey and Tennis Club   | 1                   | 0               |
|    | GK       | John Slade        | 30 maj 1908       | 40    | ?    | Westchester Field Hockey Club         | 2                   | 0               |
|    | B        | Walter Stude      | 3 december 1913   | 34    | ?    | Baltimore Field Hockey Club           | 3                   | 0               |
|    | FW/HB/GK | Felix Ucko        | 4 januari 1919    | 32    | ?    | New York Field Hockey Club            | 3                   | 0               |
|    | FW       | William Wilson    | 26 oktober 1917   | 30    | ?    | Westchester Field Hockey Club         | 2                   | 0               |